# Архипов, Владимир Георгиевич
Влади́мир Архи́пов (20 марта 1961, Рязань) — российский художник, коллекционер. Известен как исследователь универсального феномена материальной культуры  - самодельных бытовых вещей.

## Биография
Владимир Архипов родился в г. Рязань в 1961 году. В 1983 году закончил радиотехнический институт, работал инженером в авиационной промышленности. С 1991 по 1993 занимался строительным бизнесом. С 1987 года брал частные уроки по рисованию, конструированию, скульптуре. В 1996 году прослушал курс лекций В. Подороги по визуальной антропологии в РГГУ. Начал выставляться с 1990 г.
Занимался фотографией, работал в жанре объекта. С конца 1994 года увлечён универсальным феноменом культуры — самостоятельным изготовлением необходимой бытовой вещи. Художник выбрал своим методом поиск и показ чужих самодельных вещей. Нашёл более двух тысяч объектов в двадцати трёх странах.
Создает базу данных утилитарных, самодельных вещей мира, аудио и видео архив интервью с авторами вещей.
Работает над концепцией Музея самодельной вещи (The Museum of other things).

## Общественная позиция
В 2010 году подписал открытое письмо президенту России в защиту Андрея Ерофеева и Юрия Самодурова.